# Kuhlia rupestris
Kuhlia rupestris är en fiskart som först beskrevs av Lacepède 1802.  Kuhlia rupestris ingår i släktet Kuhlia och familjen Kuhliidae. IUCN kategoriserar arten globalt som livskraftig. Inga underarter finns listade i Catalogue of Life.